# 薄明薄暮性

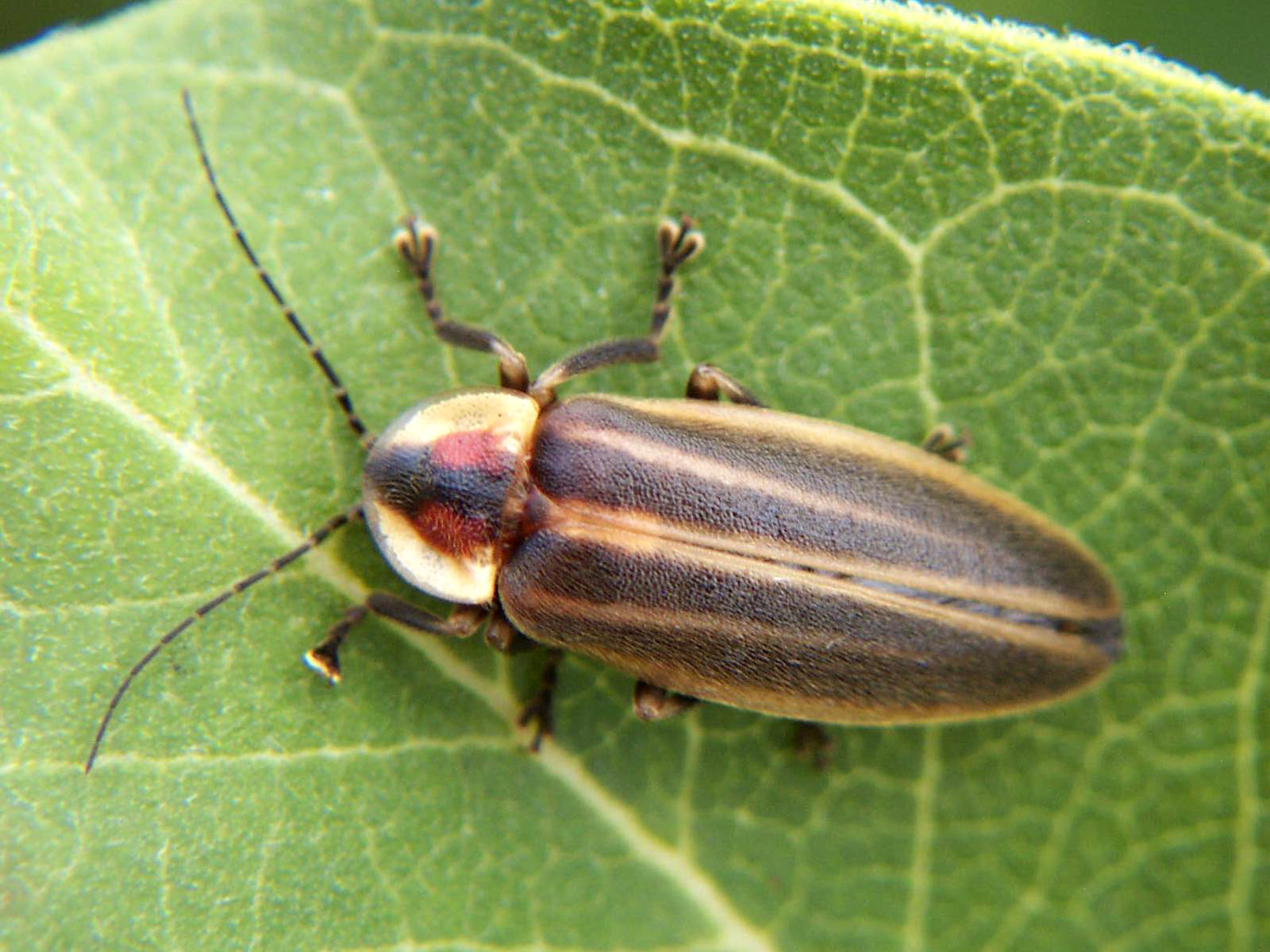
ホタルの成虫 - 薄明薄暮性の甲虫の一種
Photuris lucicrescens

薄明薄暮性（はくめいはくぼせい、英: crepuscular）とは、薄明（明け方）と薄暮の時間帯に、主として活発になる生き物を説明するのに使用される言葉である。
crepusculumとは、ラテン語で薄明を意味する。薄明薄暮性は、いわば、昼行性と夜行性に対比する言葉である。薄明薄暮性動物は、薄明るい月夜にも活発であると考えられる。
薄明薄暮性の中には、明け方にのみ行動する種（Matutinal）や、薄暮のみ行動する種（Vespertine）も定義される。
その行動パターンは捕食者に対する適応（antipredator adaptation）であると考えられている。被食者は日中に活動する一方で、捕食者は夜間に最も活動が活発になる。したがって、薄明薄暮性の習性は、被食者にとって捕食を減少させると考えられる。暑い地域では、その習性は熱によるストレスを避けつつ、自然光を利用しながら活動する一つの方法とも考えられる。

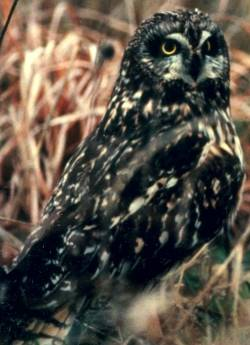
コミミズク

薄明薄暮性哺乳類にはレッサーパンダ、ネコ、イヌ、シカ、ヘラジカ、ウサギ、チンチラ、フェレット、モルモット、ハムスター、ネズミ、スカンク、クマネズミ、カピバラなどがある。また薄明薄暮性鳥類には、アメリカヨタカ、エントツアマツバメ、アメリカヤマシギ(American Woodcock)、コモンクイナなどがある。
タスマニアタイガーなどのような絶滅したいくつかの動物も薄明薄暮性動物であった。
いくつかの種では、捕食者がいないと異なった習性を持つことがある。例えば、コミミズクはノスリ類のいるガラパゴス諸島では薄明薄暮性であるが、それ以外では昼行性である。
ガ、甲虫類、ハエ類など薄明薄暮性の昆虫も多数存在する。